# 宝幢寺 (生駒市)
宝幢寺（ほうどうじ）は、奈良県生駒市にある融通念仏宗の寺院。山号は龍護山。本尊は地蔵菩薩。

## 歴史
この寺の創建年代等については不詳であるが、奈良時代の僧行基によって創建されたと伝えられる。当初は真言宗の寺院であったが、江戸時代後期の文政年間（1818年 - 1830年）融通念仏宗に改められた。

## 文化財

### 重要文化財
- 本堂